# Mesembrinella umbrosa
Mesembrinella umbrosa är en tvåvingeart som beskrevs av Aldrich 1922. Mesembrinella umbrosa ingår i släktet Mesembrinella och familjen spyflugor. Inga underarter finns listade i Catalogue of Life.